# Міхай Стойкіце
Міхай Стойкіце (рум. Mihai Stoichiță, нар. 10 травня 1954, Бухарест) — румунський футболіст, що грав на позиції півзахисника. По завершенні ігрової кар'єри — тренер. З 2017 року обіймає посаду технічного директора збірної Румунії.

## Ігрова кар'єра
Народився 10 травня 1954 року в місті Бухарест. Вихованець футбольної школи клубу «Динамо» (Бухарест).
У дорослому футболі дебютував 1973 року виступами за команду «Джиул» (Петрошань), в якій провів один сезон, вигравши свій єдиний трофей як гравець — Кубок Румунії. Наступний сезон гравець провів у столичному клубі «Аутобузул», але 1975 року повернувся до клубу «Джиул» (Петрошань). Цього разу провів у складі його команди шість сезонів.
З 1981 року два сезони захищав кольори команди «Прогресул», після чого недовго пограв за «Тирговіште», а протягом 1985—1986 років знову захищав кольори «Прогресула».
1986 року перейшов до клубу «Глорія» (Бузеу), за який відіграв 2 сезони. Завершив професійну кар'єру футболіста виступами за команду «Глорія» (Бузеу) у 1988 році.

## Кар'єра тренера
Розпочав тренерську кар'єру відразу ж по завершенні кар'єри гравця, 1988 року, увійшовши до тренерського штабу клубу «Націонал», де пропрацював з 1988 по 1990 рік, після чого очолював нижчолігові команди «Каллатіс Мангалія» та «Рокар» (Бухарест).
Влітку 1993 року Стойкіце став помічником Флоріна Халагяна в «Динамо» (Бухарест), а після його звільнення перейшов до стану головних ворогів «динамівців» клубу «Стяуа», де став допомагати Думітру Думітріу. Команда виграла в наступні три роки три чемпіонських титули, а після того як Думітріу влітку 1997 року покинув команду, Стойкіце став його наступником і вигрів і наступний чемпіонат у 1998 році, його перший титул на посаді головного тренера. У вересні того ж року він виграв з клубом і Суперкубок Румунії, але вже наступного місяця покинув команду.
Влітку 1999 року він став головним тренером «Націонала» і закінчив з командою сезон 1999/00 на 9 місці, після чого тренував болгарський «Літекс», з якого пішов у жовтні 2000 року.
У січні 2001 року Стойкіце очолив збірну Панами, з якою зайняв лише 4-те місце на Центральноамериканському кубку, через що не пробився на Золотий кубок КОНКАКАФ 2002 року, тому вже влітку 2001 року був звільнений.
22 березня 2002 року прийняв пропозицію попрацювати у молдовському «Шерифу», з яким у тому ж сезоні виграв «золотий дубль», але влітку покинув команду і наступного року тренував турецький клуб «Анкарагюджю».
У травні 2003 року румунський спеціаліст відправився до Вірменії, де очолив «Пюнік» та паралельно став тренувати і місцеву національну збірну. На клубному рівні Стойкіце виграв усі три трофеї — чемпіонат, Кубок і Суперкубок Вірменії, але збірна завершила кваліфікацію на чемпіонат Європи 2004 року на передостанньому четвертому місці у своїй групі, після чого його контракт не був поновлений влітку 2004 року і в наступні роки він працював на батьківщині, де тренував команди «Фарул» та «Оцелул».
2005 року Міхай став головним тренером збірної Кувейту, з якою не зумів вийти на Кубок Азії 2007 року, через що був звільнений в грудні 2006 року.
Згодом протягом 2007—2009 років очолював кіпрські команди «Аріс» та АЕЛ, а 2009 року вдруге у кар'єрі очолив «Стяуа». Втім цього разу привести столичну команду до чемпіонства він не зумів, і зайнявши лише 4-те місце у сезоні 2009/10 він покинув клуб. На наступний сезон він очолив інший місцевий клуб «Астра» (Плоєшті), але вже у серпні був звільнений після п'яти турів, в яких клуб здобув лише три очки. Через кілька тижнів він повернувся в АЕЛ, пропрацювавши там до лютого 2011 року.
У жовтні 2011 року він став головним тренером клубу «Міовень», але розірвав контракт лише через місяць на посаді, вкотре повернувшись на Кіпр, цього разу очоливши «Аполлон». Втім у березні 2012 року він виїхав з Кіпру, оскільки знову отримав можливість очолити «Стяуа». Щоправда і в сезоні 2011/12 він не міг привести «Стяуа» до чемпіонства, ставши лише третім і покинув клуб після закінчення сезону.
В 2012 році Міхай, через десять років, повернувся в тираспольський «Шериф», проте в квітні 2013 року румунський фахівець залишив Молдову, свій відхід він мотивував «особистими обставинами, що змусили його виїхати на батьківщину».
З літа 2013 року він протягом року працював з кувейтським клубом «Аль-Сальмія». У жовтні 2015 року Стойкіце став головним тренером «Петролула», але після однієї перемоги у восьми іграх у січні 2016 року йому довелося покинути клуб, що опинився в зоні вильоту з вищого дивізіону.
З кінця січня 2017 року став технічним директором Футбольної федерації Румунії.

## Титули і досягнення

### Як гравця
- Володар Кубка Румунії (1):

«Джиул» (Петрошань): 1973–74

### Як тренера
- Чемпіон Румунії (1):

«Стяуа»: 1997–98
- Володар Суперкубка Румунії (1):

«Стяуа»: 1998
- Чемпіон Молдови (1):

«Шериф»: 2001–02
- Володар Кубка Молдови (1):

«Шериф»: 2001–02
- Чемпіон Вірменії (1):

«Пюнік»: 2004
- Володар Кубка Вірменії (1):

«Пюнік»: 2004
- Володар Суперкубка Вірменії (1):

«Пюнік»: 2004